# Antigeni nucleari estraibili
Gli antigeni nucleari estraibili, noti anche come ENA (sigla dell'inglese extractable nuclear antigens), sono componenti del nucleo cellulare che possono essere legati da anticorpi e causare una risposta immunitaria. Possono essere coinvolti nella patogenesi di numerose malattie autoimmuni quando vengono riconosciuti e legati da specifici autoanticorpi.
Tali antigeni sono circa un centinaio, ma solo sei sono utilizzati diffusamente nelle indagini di laboratorio: Ro, La, Sm, RNP, Scl-70 e Jo1. La presenza di anticorpi diretti verso tali antigeni rappresenta spesso un biomarcatore molto sensibile o molto specifico per determinate malattie, tra le quali il lupus eritematoso sistemico, l'artrite reumatoide e la sclerodermia.